# Ghiandole sudoripare eccrine

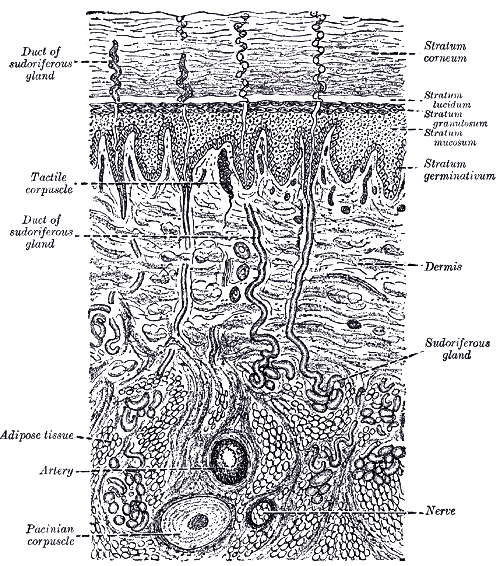
Composizione dell'epidermide sino allo strato più profondo

Le ghiandole sudoripare eccrine sono un gruppo di ghiandole di costituzione tubolare presenti sulla superficie cutanea del corpo umano e alcuni altri Primati. Sono in numero variabile circa 2-5 milioni, esse variano per fattori ambientali. Queste ghiandole sembrano essere una caratteristica di recente formazione filogenetica, dal momento che compaiono solo nei Primati più vicini all'uomo come scimpanzé, gorilla e orango.
Queste ghiandole prendono il nome dal tipo di secrezione che operano, cioè eccrina. Essa prevede la secrezione del solo prodotto delle cellule, tramite trasporto attivo e diffusione, con la caratteristica peculiare di non accumulare il proprio secreto. Si differenziano dalle ghiandole sudoripare apocrine, che partecipano alla secrezione con parte della membrana apicale e del citoplasma.

## Disposizione
Le ghiandole sudoripare eccrine sono presenti in quasi tutta la superficie del corpo eccetto che a livello di glande, clitoride, superficie interna del prepuzio, piccole labbra e faccia interna del padiglione auricolare. Si trovano, invece, in massima densità sul palmo delle mani e nella pianta dei piedi. La parte secernente si trova nel derma e nelle ghiandole di maggiori dimensioni può arrivare anche all'ipoderma.

## Funzioni
Le principali funzioni delle ghiandole sudoripare sono:
- termoregolazione, attraverso la secrezione del sudore che, evaporando sulla pelle, sottrae calore al corpo abbassandone la temperatura;[3]
- equilibrio idrico;
- via di escrezione di acqua ed elettroliti, aiutando la funzione renale.[3]

Il sudore entra anche a far parte del film idrolipidico cutaneo.

## Attività
Le ghiandole sudoripare eccrine sono deputate alla produzione del sudore eccrino. La produzione non è continua, ma dipende da diversi stimoli che influenzano anche le regioni in cui avviene la produzione stessa. Il caldo, per esempio, provoca una sudorazione prevalentemente sulla fronte, sul collo, sul dorso, sul torace e sul dorso delle mani. Stimoli emozionali riguardano invece le regioni delle ascelle, lati del tronco, nel palmo delle mani e nella pianta dei piedi. In 24 ore può essere prodotta una quantità variabile di sudore, che può arrivare anche a 10-12 litri.
L'attività delle ghiandole è controllata dall'ipotalamo e le fibre nervose efferenti per le cellule sercernenti sono colinergiche, mentre sono adrenergiche per le cellule mioepiteliali. A temperatura ambiente avviene la cosiddetta perspiratio insensibilis, l'azione non apparente della ghiandole sudoripare, resa evidente da alcuni fattori chimici, metabolici o psichici.

## Struttura
Dal punto di vista istologico sono ghiandole tubulari semplici di tipo glomerulare. La porzione secernente forma appunto un gomitolo, detto glomerulo, di diametro variabile fra 0,1 mm e 1 mm. Ogni ghiandola poi presenta un dotto escretore che sale con un percorso ondulato o rettilineo nel derma per terminare a spirale nell'epidermide prima di sboccare sulla superficie cutanea.

### Glomerulo
Il glomerulo delle ghiandole eccrine è composto da due strati di cellule: uno esterno di cellule mioepiteliali ed uno interno di cellule epiteliali secernenti. Le cellule mioepiteliali poggiano sulla membrana basale prendendovi contatto insieme ad alcuni prolungamenti delle cellule secernenti; la loro contrazione spreme le ghiandole e permette la fuoriuscita del sudore. Le cellule secernenti, invece, si dividono a loro volta in due tipi diversi per forma e struttura: cellule chiare e cellule scure.

#### Cellule chiare
Le cellule chiare sono di forma piramidale e sierose; si pongono in contatto con le cellule mioepiteliali nel lato basale, mentre nel lato apicale posso sporgere nel lume con piccoli microvilli oppure entrare in contatto con le cellule scure. Le cellule chiare delimitano un sistema intercellulare di capillari di secrezione. A livello basale la membrana presenta numerose invaginazioni simili a strutture nel tubulo renale e dei condotti salivari. Tra queste invaginazione trovano posto numerosi mitocondri a forma di bastoncello. Le cellule presentano anche numerosi granuli di glicogeno, un reticolo endoplasmatico granulare e un nucleo tondeggiante. Il loro ruolo è la produzione della componente idrosalina del sudore.

#### Cellule scure
Le cellule scure o mucoidi sono l'altro tipo cellulare presente nello strato di cellule secernenti del glomerulo. Presentano nel citoplasma piccole gocce contenenti muco che, una volta secreto, si dispone intorno al dotto escretore per riassorbire molti degli elettroliti secreti dalle cellule chiare per fare in modo che il sudore definitivo sia ipotonico rispetto al plasma.

### Dotto escretore
Il dotto escretore è formato da due strati di cellule: quello più profondo e a contatto con la membrana basale è simile alle cellule chiare del glomerulo, mentre quelle più luminali presentano un orletto a spazzola costituito da numerosi piccoli microvilli che riassorbono parte degli elettroliti appena secreti. I dotti escretori si aprono solo all'apice delle creste epidermiche e sono spesso forniti di una laminetta cornea che impedisce l'entrata di microbi.

## Sudore eccrino
Il sudore viene formato all'interno del glomerulo dalle cellule presenti. Il sudore eccrino, in particolare, è un liquido inodore, incolore e limpido. Il 98-99% è costituito da acqua, mentre il restante 1-2% da soluti inorganici (di cui la maggior parte NaCl) ed organici (urea, acido urico, acido lattico, creatinina). La sua densità è circa 1,004 e il pH varia da 5 a 7,5.

## Embriologia
Si sviluppano dal terzo mese di vita dell'embrione, ma la loro attività si mostra dopo 10 giorni dalla nascita.